# 나카노 미유
나카노 미유(中野未夢, 1997년 10월 13일 ~ )는 접영을 주종목으로 하는 일본의 수영 선수이다. 2014년 인천 아시안게임 여자 접영 200m 결승 경기에서 동메달을 획득했다.